# Dalhart
Dalhart és una població dels Estats Units a l'estat de Texas. Segons el cens del 2000 tenia 7.237 habitants.

## Demografia
Segons el cens del 2000, Dalhart tenia 7.237 habitants, 2.779 habitatges, i 1.939 famílies. La densitat de població era de 651,3 habitants/km².
Dels 2.779 habitatges en un 36,2% hi vivien nens de menys de 18 anys, en un 55,7% hi vivien parelles casades, en un 9,6% dones solteres, i en un 30,2% no eren unitats familiars. En el 26,8% dels habitatges hi vivien persones soles el 12,3% de les quals corresponia a persones de 65 anys o més que vivien soles. El nombre mitjà de persones vivint en cada habitatge era de 2,57 i el nombre mitjà de persones que vivien en cada família era de 3,12.
Per edats la població es repartia de la següent manera: un 29,7% tenia menys de 18 anys, un 7,7% entre 18 i 24, un 27,7% entre 25 i 44, un 21,7% de 45 a 60 i un 13,2% 65 anys o més.
L'edat mediana era de 34 anys. Per cada 100 dones de 18 o més anys hi havia 92,8 homes.
La renda mediana per habitatge era de 30.897 $ i la renda mediana per família de 39.193 $. Els homes tenien una renda mediana de 29.521 $ mentre que les dones 19.899 $. La renda per capita de la població era de 16.530 $. Aproximadament el 8,5% de les famílies i l'11,8% de la població estaven per davall del llindar de pobresa.

## Poblacions més properes
El següent diagrama mostra les poblacions més properes.